# إيناس كامل
إيناس كامل (11 سبتمبر 1979 -)، ممثلة مصرية.
من مواليد القاهرة في 11 سبتمبر 1979. بدأت حياتها المهنية كمقدمة برامج تليفزيونية، حتى أختارها نور الشريف ضمن مجموعة من الوجوه الجديدة للمشاركة في مسلسل (الدالي) عام 2007. بعدها توالت أعمالها في الدراما التليفزيونية، في أعمال مثل: (في مهب الريح) 2009، (الريان) 2011، (المنتقم) 2012، (فض اشتباك) 2013، و(الصياد) 2014. ، كما شاركت في السينما بفيلم (نظرية عمتي) 2013.
متزوجة من الفنان الراحل عاطف زنجي

## أعمالها

### أفلام
- التاريخ السري لكوثر: 2019
- الخلبوص: 2015-مريم
- النبطشي: 2014-نرجس / حطيبة سعد
- نظرية عمتي: 2013-إنجي

### مسلسلات
- بيت فرح: 2022
- النمر: 2021
- كوفيد-25: 2021
- شبر ميه: 2019
- الزوجة 18: 2019-شهيرة
- ابن أصول: 2019-ناني
- عايزة ورد يا إبراهيم: 2019
- أمر واقع: 2018-عبير الشامي

- بيت فرح: 2022
- [[ النمر: 2021
- كوفيد-25: 2021
- شبر ميه: 2019
- الزوجة 18: 2019-شهيرة
- ابن أصول: 2019-ناني
- عايزة ورد يا إبراهيم: 2019
- أمر واقع: 2018-عبير الشامي

| - الحالة ج: 2017-إيمان نور الدين - نصيبي وقسمتك: 2016-نيفين - المغني: 2016-علاء مديرة أعمال الكينج - لعبة إبليس: 2015-ايناس | - الصياد: 2014-علياء - فض اشتباك: 2013 - المنتقم: 2012-سارة - الريان: 2011-أمل زوجة الريان الثالثة | - العتبة الحمرا: 2010-سوسو كوبلن - في مهب الريح: 2009-ضحى - أغلى الناس: 2008 - الدالي (ج1، 2، 3): 2007، 2008، 2011-داليا ناصف مدكور - بيت الرفاعي: 2024 |

## روابط خارجية
- إيناس كامل على موقع الدهليز
- إيناس كامل على موقع قاعدة بيانات الأفلام العربية